# Wiwekananda
Wiwekananda, także Swami Wiwekananda (hindi स्वामी विवेकानंद, bengali স্বামী বিবেকানন্দ), właściwie Narendranath Datta (ur. 12 stycznia 1863, zm. 4 lipca 1902) – indyjski swami i mistrz duchowy. Był uczniem Paramahansy Ramakryszny z Kalkuty.
Jego największym osiągnięciem było rozpropagowanie filozofii hinduistycznej (jogi i wedanty) na Zachodzie. Założył dwie ważne hinduistyczne organizacje duchowe: Ramakrishna Math i Ramakrishna Mission.
Wiwekananda był też jedną z głównych postaci renesansu bengalskiego.

## Publikacje
- Letters of Swami Vivekananda
- Lectures from Colombo to Almora